# 岸田真幸
岸田真幸（きしだ まさゆき，1985年11月24日—），日本男子游泳运动员。東京都出生，畢業於南河内町第2中学校、桐蔭学園高校，毕业于亞利桑那大學。

## 生涯
2010年，岸田代表日本參加廣州亞運會游泳比賽的男子50米自由泳、50米蝶泳、100米蝶泳及4×100米混合泳接力四個項目，奪得一金二銀的佳績。